# Mogens Boman
Mogens Boman (født 23. august 1933 i Odense, død 20. juni 2021[kilde mangler]) var en dansk ingeniør og forfatter af  87 bøger om diverse temaer, med hovedvægten på faglitterære bøger, bl.a. Elektronik Ståbi, 1967, og senere om forskellige EF-direktiver. Han var med i Danmarks Radios voksenundervisningsserier. I en periode var han overbibliotekar på Universitetsbibliotekets naturvidenskabelige afdeling. Han var direktør for EDB-rådet. Han var ved sin død bosiddende i Charlottenlund.[kilde mangler]